# نشان سی‌مین سالگرد خلق لهستان
نشان سی‌مین سالگرد خلق لهستان (انگلیسی: Medal of the 30th Anniversary of People's Poland)  یک نشان دولتی سابق جمهوری خلق لهستان است که توسط شورای دولتی لهستان در ۷ فوریهٔ ۱۹۷۴ جهت قدردانی از سهم کارگران در توسعه کشور راه‌اندازی شد. این نشان در مابین ۷ فوریهٔ ۱۹۵۴ و ۳۱ دسامبر ۱۹۷۴ اهدا می‌شد و در سال ۱۹۹۲ ملغی شد.